# Serra del Cavall Bernat
La serra del Cavall Bernat és una serralada d'entre 300 i 360 m d'altitud que es troba a l'extrem nord-est de la serra de Tramuntana, a l'illa de Mallorca. Està situada entre la Cala Bóquer i la Cala Sant Vicenç, al municipi de Pollença.
La serra es pot recórrer en una excursió d'unes quatre hores amb inici i final al port de Pollença.
Culmina damunt la mar en l'anomenada Punta de la Salada o Punta de la Troneta, que el 10 d'agost de 1949 fou dinamitada i escapçada a instàncies del governador civil de Balears, José Manuel Pardo de Santayana y Suárez, amb la finalitat d'evitar que les ones hi impactassin i, d'aquesta manera, es reduís la quantitat de sal suposadament portada pel vent a través de Cala Bóquer cap als camps de Pollença i la Pobla, que afectava la qualitat de les collites.